# Busseola fusca
Busseola fusca är en fjärilsart som beskrevs av Fuller 1901. Busseola fusca ingår i släktet Busseola och familjen nattflyn. Inga underarter finns listade i Catalogue of Life.